# Federació de Futbol de la República Islàmica de l'Iran
La Federació de Futbol de la República Islàmica de l'Iran, també coneguda per les sigles FFIRI (en anglès: Football Federation Islamic Republic of Iran, en persa: فدراسیون فوتبال جمهوری اسلامی ایران), és l'òrgan de govern del futbol a l'Iran. Va ser creada l'any 1920 i és membre de la Federació Internacional de Futbol Associació (FIFA) i de la Confederació Asiàtica de Futbol (AFC) des de 1948 i 1958 respectivament.
El 2014, la FFIRI va ser membre fundador de l'Associació de Futbol de l'Àsia Central (CAFA), una de les cinc zones geogràfiques en què està dividida l'AFC.
L'AFF és la responsable d'organitzar el futbol de totes les categories, incloses les de futbol femení, futbol sala i les respectives seleccions nacionals, en especial la selecció de futbol de l'Iran que és l'equip més representatiu del país.
La principal competició de lliga que organitza la FFIRI és la Lliga iraniana de futbol, creada l'any 2001 i disputada per 16 equips. Inicialment se la va conèixer com a Lliga Pro de l'Iran i, des de l'agost de 2006, se la coneix amb el nom de Copa del Golf Pèrsic. Els antecedents d'aquesta lliga es remunten als anys setanta quan es disputaven diverses lligues regionals.
L'any 1975 es va crear la Copa iraniana de futbol, oficialment Copa Hazfi, que és la principal competició per eliminatòries.
Des de l'any 2005, els guanyadors de la Copa Hazfi i la Copa del Golf Pèrsic disputen a un sol partit la Supercopa iraniana (Iranian Super Cup).
El 1991, la FFIRI va crear la Azadegan League, que és la segona divisió de l'Iran i la disputen 18 equips.
El 2007, la FFIRI va crear la Lliga de futbol femenina Kowsar (en anglès: Kowsar Women Football League) que la disputen 12 equips.

## Controvèrsies
El 23 de novembre de 2006, la FFIRI va ser suspesa per la FIFA de totes les competicions internacionals a causa de les interferències governamentals en assumptes futbolístics contravenint la normativa. Segons la FIFA, Iran no va executar el termini que se li havia donat fins al 15 de novembre per rehabilitar en el seu lloc al president electe de la federació, Mohammad Dadgan, i complir amb les disposicions dels estatuts de la FIFA.
El 20 de desembre de 2006, la FIFA va aixecar la suspensió a la FFIRI després d'arribar al compromís amb les autoritats iranianes de crear una Direcció Transitòria per administrar el dia a dia del futbol, redactar uns nous estatuts d'acord amb el model FIFA i organitzar unes noves eleccions abans del 31 de març de 2007.
Des de 1979, la federació i el govern islàmic no permeten que les dones iranianes assisteixin als partits de futbol masculí.
El 2011, la FIFA va prohibir temporalment les competicions internacionals a la selecció nacional de futbol femení de l'Iran a l'haver estat obligades per la federació a portar el vel islàmic.
El 9 de novembre de 2018, Fatma Samoura, secretària general de la FIFA, va declarar que demanaria al govern iranià que posés fi a la prohibició d'entrar a les dones als estadis esportius.
El 7 d'agost de 2019, Mohammad Jafar Montazeri, fiscal general de l'Iran, que va donar suport a la prohibició, va manifestar que la FIFA no hauria de preocupar-se de si les dones a l'Iran poden entrar o no als estadis esportius. Malgrat això, després de la pressió contínua per part de la FIFA, el ministre d'Esports, Jamshid Taghizadeh, va dir que a les dones se’ls permetria entrar a l'estadi Azadi per veure el partit de classificació de la Copa del Món 2022 entre Iran i Cambodja del mes d'octubre de 2019.